# 阿澄佳奈
阿澄佳奈（日语：／ Asumi Kana，1983年8月12日—）是日本女性聲優。隸屬於81 Produce。福岡縣北九州市出身。

## 經歷
- 高中畢業後，進入東京都內的短期大學唸書。
- 1999年3月，在九州朝日放送（KBC）廣播節目『平成動畫娘俱樂部』主持人的選拔會合格，參與該節目的主持團體「小梅伍」的第2代與第4代。
- 2004年10月，為了避免和同名同姓同出身地的偶像原田佳奈混淆，將藝名改為「阿澄佳奈」。
- 2005年2月，於《Cross World》的聲優選拔會合格。
- 2005年5月5日，在活動發表上正式加入G.G.F.成員（同期是龜岡真美）。加入的事情決定後，在『みか・もりしゃんのGamers Amusement Station』、『佐藤裕美のヒロミデンパ』（當時皆為『Broccoli The Night』內節目）等廣播節目擔任特別來賓提升知名度。後來因為《Cross World》的公開選拔會合格，在連動節目的『Cross World Radio』擔任主持而走紅。
- 在JAM STATION ch.2 的『ビューティーブラックバス』節目擔任主持職務。
- 2006年3月18日的畢業演唱會後，G.G.F.解散。
- 2006年4月1日加入Voice & Heart事務所。
- 2008年1月7日轉到81Produce事務所。
- 2009年3月7日榮獲第3回聲優Awards新人女優賞[2]。
- 2010年7月27日，與片岡梓、原紗友里組成聲優團體『LISP』。
- 2014年1月15日，於個人部落格中宣布結婚[3]。
- 2014年8月8日，由台灣角川邀請來台灣參加「2014漫畫博覽會」，以動畫《目隱都市的演繹者》人氣角色聲優的身份舉行個人簽名會。事後在8月25日的廣播劇節目中和聽眾分享此次台灣之旅的心得。
- 2021年12月31日，於個人Twitter稱已於三年前離婚，於2021年再婚並懷孕[4]。

## 特色
以高亢的幼女聲線為特徵，適合扮演聲音偏高的角色。

## 作品

### 電視動畫
2005年
- Canvas2～彩虹色的圖畫～（女服務生、合唱部員）

2006年
- ギャラクシーエンジェる〜ん（梅露芭）

2007年
- 守護甜心！（小蘭）
- 神曲奏界（巡查）
- スイスイ!フィジー!（デュワワ）
- 天元突破 紅蓮螺巖（奇雅露）
- 向陽素描（由乃）
- PRISM ARK（布麗姬特）
- 地球防衛少年（宇白可奈）

2008年
- ARIA The ORIGINATION（杏）
- 戀姬†無雙（小孩）
- 鶺鴒女神（佐橋由香理）
- 旋風管家（櫻井P）
- 向陽素描×365（由乃）
- 今天的五年二班（平川夏美）
- 女神異聞錄 ～三位一體之魂～（茅野惠）
- 十字架與吸血鬼（侍女）
- 守護甜心！！心跳（小蘭）
- 虎與龍（狩野櫻）

2009年
- 魔法禁書目錄（風斬冰華）
- 旋風管家 第二季（日比野文、白野威）
- 海物語（瑪琳）
- 肯普法（近堂水琴）
- 守護甜心！！派對（小蘭）
- 花冠之淚（女の子）

2010年
- 向陽素描×☆☆☆（由乃）
- WORKING!!（種島白楊）
- 學生會長是女僕（穗香）
- 守護甜心！！派對（小蘭）
- Angel Beats!（入江）
- 聖誕之吻SS（橘美也）
- 鶺鴒女神〜Pure Engagement〜（佐橋由香理）
- 妖怪少爺（卷紗織）
- MM一族（砂戶靜香）
- 只有神知道的世界（小阪千尋）

2011年
- 星光少女（春音艾菈）
- DOG DAYS（雪風·帕妮托妮）
- 肯普法 für die Liebe（近堂水琴）
- 亞斯塔蘿黛的後宮玩具（伊莎朵拉·方斯德托）
- 只有神知道的世界 II（小阪千尋）
- WORKING'!!（種島白楊）
- 幸福光暈～hitotose～（塙薰）
- 迷茫管家與膽怯的我（鳴海奈久留）
- 魔法禁書目錄II（風斬冰華）

2012年
- 在盛夏等待（北原美櫻）
- 聖誕之吻SS+Plus（橘美也）
- BLACK★ROCK SHOOTER（神足由宇）
- 星光少女 美夢成真（春音艾菈）
- 襲來！美少女邪神（奈亞子）
- DOG DAYS'（雪風·帕妮托妮）
- 軍火女王（莉莉安）
- 蝦掰天文社 公立海老栖川高中天悶社（戶田山響子）
- 武裝神姬（安）
- 向陽素描×蜂窩（由乃）
- 最強學生會長（行橋未造）
- 銀魂'（時子）
- 我的妹妹是「大阪大媽」（石原浪花）

2013年
- 前進吧！登山少女（倉上日向）
- 鎖鎖美小姐@不好好努力（月讀鎖鎖美）
- 女神異聞錄 惡魔倖存者2（伴亞衣梨）
- 星光少女 Rainbow Live（涼野鶴）
- 翠星上的加爾岡緹亞（梅爾蒂）
- 襲來！美少女邪神W（奈亞子）
- 旋風管家！Cuties（日比野文、白野威）
- 狗與剪刀必有用（春海圓香）
- 幸福光暈 ～More Aggressive～（塙薰）
- 只有神知道的世界 女神篇（小阪千尋）
- 超次元戰記 戰機少女（布蘭／白色之心）
- 我要成為世界最強偶像（宮澤惠怜奈）
- 魔奇少年 The Kingdom of Magic（多多）
- 機巧少女不會受傷（芙蕾）
- 悠悠哉哉少女日和（越谷小鞠）

2014年
- 魔女的使命（冰尾凍子）
- 偽戀（橘萬里花）
- 噬血狂襲（曉零菜）
- 星光少女 全星選拔（春音艾菈）
- 諸神的惡作劇（巴德爾·靈舡〈幼少期〉）
- 如果折斷她的旗（召喚寺菊乃）
- 龍孃七七七埋藏的寶藏（壹級天災）
- 目隱都市的演繹者（榎本貴音／Ene）
- 前進吧！登山少女 第二季（倉上日向、園兒B）
- 花物語（沼地蠟花）
- 臨時女友（戶村美知留）

2015年
- DOG DAYS''（雪風·帕妮托妮）
- CROSSANGE 天使與龍的輪舞（大巫女）
- 魔法少女奈葉ViVid（香緹·亞畢尼恩、阿斯提翁）
- 偽戀:（橘萬里花）
- 單色小姐 -The Animation- 2（紺野彌生、佳奈）
- Classroom☆Crisis（能年由奈）
- WORKING!!!（種島白楊）
- 悠悠哉哉少女日和 Repeat（越谷小鞠）
- 單色小姐 -The Animation- 3（紺野彌生、佳奈、女性）
- Concrete Revolutio～超人幻想～（興梠美枝子）
- 高校星歌劇（那雪優希）
- 無論如何都想加入生肖（猴）

2016年
- 夢幻之星Online2 The Animation（帕緹）
- Divine Gate（希爾芙）
- 金田一少年之事件簿R 第2期（月江茉莉香）
- 高校艦隊（鏑木美波）
- Concrete Revolutio～超人幻想～ THE LAST SONG（興梠美枝子）
- LoveLive! Sunshine!!（高海志滿）
- Regalia 三聖星（諾亞·克雷斯）
- ViVid Strike!（阿斯提翁、香緹·亞畢尼恩）
- 3年D班玻璃假面（北島真矢）
- 3月的獅子（香車喵、飛車喵、天使的喵）

2017年
- 3月的獅子（龍喵）
- 黑色推銷員NEW（高島光子）
- 高校星歌劇 第2期（那雪優希）
- 狐妖小紅娘（塗山蘇蘇、塗山紅紅）
- 咕嚕咕嚕魔法陣（花之妖精A）
- 地獄少女 宵伽（椎名珠代）
- 蠟筆小新（女孩子）
- 悠久持有者：魔法老師！ 第2部（古菲）
- LoveLive! Sunshine!! 第2期（高海志滿）
- 無論何時我們的戀情都是10厘米。（早坂燈里）

2018年
- 比宇宙更遠的地方（轟信惠）
- 銀之守墓人 第2期（西風）
- Lostorage conflated WIXOSS（カーニバル[5]）
- 星光頻道（七星艾菈）
- 最終休止符 -無止境的螺旋物語-（鶴海陽葵）
- ISLAND（樞都夏蓮、卡蓮·庫魯茲）
- 前進吧！登山少女 Third Season（倉上日向[6]）
- GRAND BLUE 碧藍之海（吉原愛菜）
- CONCEPTION（莉莉絲／莉莉[7]）
- 閃亂神樂 SHINOVI MASTER -東京妖魔篇-（雪不歸[8]）

2019年
- 不吉波普不笑（衣川琴繪）
- 魔法禁書目錄III（風斬冰華[9]）
- 我們真的學不來！（海原智波）
- 女高中生的虛度日常（真穗）
- 名侦探柯南（朝仓有里）

2020年
- 超異域公主連結 Re:Dive（璃乃）
- 女武神的餐桌（布洛妮婭·扎伊切克）
- 星光頻道（七星艾菈/春音艾菈）
- 無論如何都想加入生肖2（猴）
- 憂國的莫里亞蒂（哈德森夫人）
- 熊熊勇闖異世界（阿朵拉）

2021年
- 悠悠哉哉少女日和 Nonstop（越谷小鞠）
- 偶像荣耀（廣播節目主持人、Growing July領隊）
- Hortensia SAGA 蒼之騎士團（拉克洛瓦）
- 關於我轉生變成史萊姆這檔事 轉生史萊姆日記（托萊婭）
- 女武神的餐桌II（布洛妮婭·扎伊切克）
- 關於我轉生變成史萊姆這檔事 第2期（托萊婭）
- BUILD DIVIDE -#000000-（皆口あまね）

2022年
- 超異域公主連結 Re:Dive Season 2（璃乃）
- 社畜想被幼女幽靈療癒。（涼子[10]）
- 鍵等（入江）
- BUILD DIVIDE -#FFFFFF-（皆口あまね）
- 前進吧！登山少女 Next Summit（倉上日向）

2023年
- 魔王學院的不適任者～史上最強的魔王始祖，轉生就讀子孫們的學校～II（大精靈蕾諾）
- 幻日夜羽 -鏡中暉光-（志滿[11]）
- 妙廟美少女（蒼葉大僧正）

2024年
- 夢想成為魔法少女（瓦茲[12]）
- 秘密的偶像公主（青空雛乃）
- 關於我轉生變成史萊姆這檔事 第3期（托萊婭）
- 聽說你們要結婚！？（小宮夏海[13]）

2025年
- 名侦探柯南（有原夢乃）
- GRAND BLUE 碧藍之海 Season 2（吉原愛菜[14]）

### OVA
- BLACK★ROCK SHOOTER（由宇）
- 幸福光暈（塙薰）
- 只有神知道的世界 四人與偶像（小阪千尋）

2010年
- 魔法老師〜另一個世界〜（古菲）

2012年
- 堀與宮村（奧山有菜）

2013年
- 翠星上的加爾岡緹亞（梅爾蒂）

2014年
- 堀與宮村（奧山有菜）
- 翠星的加爾岡緹亞-遙遠的巡迴航路 前編（梅爾蒂）
- 偽戀（橘萬里花）※單行本第14卷附贈動畫DVD預約限定版
- 悠悠哉哉少女日和（越谷小鞠）※原作第7卷附贈OAD特裝版

2015年
- 偽戀（橘萬里花）※單行本第16、17卷附贈動畫DVD預約限定版

2016年
- 偽戀（橘萬里花）※單行本第21卷附贈動畫DVD預約限定版
- 高校星歌劇 第1期 OVA2（那雪優希）
- 悠悠哉哉少女日和 Repeat（越谷小鞠）※原作第10卷附贈OAD特裝版

2017年
- ViVid Strike! OVA（阿斯提翁、香缇·亚毕尼恩）
- 高校艦隊（鏑木美波）
- 前進吧！登山少女 回憶的禮物（倉上日向）

### 動畫電影
2011年
- 剧场版 魔法老师！ ANIME FINAL（古菲）

2013年
- 劇場版 魔法少女小圓［新篇］叛逆的物語（百江渚）

2014年
- 劇場版 星光少女 全星選拔 星光☆十強（春音艾菈）

2016年
- 從好久以前就喜歡你。～告白實行委員會～（早坂燈里）
- 喜歡上你的那瞬間。～告白實行委員會～（早坂燈里）

2017年
- 光之美少女 Dream Stars!（小櫻[15]）
- 魔法少女奈叶Reflection（尤莉）

2018年
- 劇場版 悠悠哉哉少女日和 Vacation（越谷小鞠）
- 魔法少女奈葉Detonation（尤莉）

2019年
- Love Live! Sunshine!! 學園偶像電影～彩虹彼端～（高海志滿）

2020年
- 劇場版 高校艦隊（鏑木美波）
- 怪物彈珠 THE MOVIE 路西法 絕望的黎明（聖德芬）

2021年
- 水星領航員 The CREPUSCOLO（夢野杏）

2026年
- 劇場版 魔法少女小圓 〈魔女之夜的迴天〉（百江渚）

### 網路動畫
2017年
- 尋找屍體（森崎明日香）

2018年
- 怪物彈珠（聖德芬）

### 音樂
※含角色歌曲（2005年是以パティ・アーリア名義）
- 蒼い願い ～everlasting blue～ （1999年8月）
- All my love for you （2002年3月）
- Over the sky （2005年8月）
- Yes! Yes! Yes! （2005年9月）
- スケッチスイッチ ＜with 水橋香織、後藤邑子、新谷良子＞（2007年1月）
- 學生會長是女僕 Maid Latte（女僕.拿鐵）的角色歌曲--Very Merry-Go-Round（穗香）
- 太陽曰く燃えよカオス（with松来未祐、大坪由佳）
- 魔法禁書目錄 風斬冰華的角色歌曲 -- iインターセント（intersect）（2009年）
- 只有神知道的世界 OVA四人與偶像、 只有神知道的世界 II 插入曲、只有神知道的世界 女神篇 小阪千尋角色曲  初めて恋をした記憶

### 映像
- 小梅伍の巻（1999年10月）
- Over the sky CD+DVD版（2005年8月）

DVDに5月5日のイベントでのコンサートシーンが収録

### 遊戲
- 銀河天使II（梅露芭）
- Cross World～未知的天空艾塔提亞～（パティ・アーリア）
- 武裝神姬BATTLE RONDO（天使型MMS 安瓦爾）
- 絕體絕命都市2（ジオ君）
- 守護甜心!亞夢的七彩甜心變身!（小蘭）
- 超次元戰記 戰機少女（布蘭）
- 龙之谷（弓箭手）
- 蒼空騎士 ～飛向CODA～（ショコラ・ジェラート）
- 絶対迷宮グリム 七つの鍵と楽園の乙女（ラプンツェル）
- 天神亂漫 Happy Go Lucky!!（蘇芳）
- 罪惡王冠 失落的聖誕（凱洛兒）
- 襲來！美少女邪神 難以名狀的遊戲物體（奈亞子）
- 噬神戰士2（エリナ・デア）
- 崩壞學園（布洛妮婭、琪雅娜(第一版)）
- 閃耀十字軍GoGo!（馬卡隆）
- 戀愛0公里 Portable、戀愛0公里 V（小澤萌）
- 跨過俺的屍體前進2（招福美也、春野鈴女）
- 魔法禁書目錄（風斬冰華）
- 魔法少女奈叶 A's 携带版：命运齿轮（尤莉·艾贝尔梵茵、艾希丝·伊古雷特、阿斯提翁）
- Nitro+ Blasterz -Heroines Infinite Duel（凱洛兒）
- 白貓Project（鳳凰天使 李·蕾·春梅）
- 白貓Project（齊雅拉）
- 白衣性戀愛症候群（澤井香織）
- 白衣性戀愛症候群：複診（澤井香織）
- 機動戰士GUNDAM Online（駕駛員聲〈認真〉）
- 崩壞3rd（布洛妮婭(含駭兔)、普羅米修斯）
- 崩壞：星穹鐵道（銀狼、布洛妮婭）
- 閃耀幻想曲（由乃）
- 忍者大師 閃亂神樂 NEW LINK（雪不歸）
- 超異域公主連結 Re:Dive（璃乃）
- 蒼之紀元 （愛麗絲、卡緹）
- 魔法紀錄 魔法少女小圓外傳（百江渚）
- 蔚藍檔案 （久田伊樹菜）

2016年
- 問答RPG 魔法使與黑貓維茲 （蜜雪兒‧巴伊魯）

2017年
- Fate/Grand Order（茶茶）
- CR魔法老师（古菲）
- 魔法禁書目錄（手游）（風斬冰華）

2018年
- 超異域公主連結 Re:Dive（璃乃）
- 永恆冒險（里奧）

2019年
- 初音島4（白河日和[16]）
- 非人類學園 (文曲星)
- 魔法禁書目錄 幻想收束（風斬冰華）
- 露露亞的煉金工房（璦法）
- 聖火降魔錄 英雄雲集（莉茲）
- 寶可夢大師（克麗絲）

2020年
- 明日方舟（雪雉）
- 守望傳說（豐收神獸梅麗爾）

2023年
- 崩壞：星穹鐵道（銀狼、布洛妮婭）

2025年
- 優米雅的鍊金工房 ～追憶之鍊金術士與幻創之地～（芙拉米[17]）

### 廣播
- 平成動畫娘俱樂部（KBC廣播）
  - 以小梅伍身份參加（第2期：1999年4月～2000年3月）&（第4期：2001年4月～2002年3月）

- Cross World Radio（音泉）
  - 於2005年6月30日～12月29日播送 ＜with 井口裕香＆徳永愛／新谷良子＞

- まいにゃん・かなの不思議の森へようこそ♪（JAM STATION）
  - 於2003年10月～2003年12月配信 ＜with 永井真衣＞

- ビューティーブラックバス（JAM STATION）
  - 第1期（2003年11月～2004年7月） ＜with 黑河奈美＞
  - 第2期（2004年7月～2005年11月） ＜with 葉月繪理乃＆藤本教子＞
  - 第3期（2005年12月～2007年3月） ＜with 藤本教子＆中原日菜＞

- Splash Candy's Trico Station（音泉＆關西廣播）
  - オーディオドラマ『幸せデリバリーTrico ～Splash Candy編～』内出演

和龜岡真美、井口裕香共組「Trico Project」的其中一人。在第1回也以特別來賓演出。
- ひだまりラジオ（Lantis Web Radio）
  - 2006年12月～2007年5月 ＜個人主持節目＞

- A&G Request Hour 阿澄佳奈的KimiMachi!（日语：A&Gリクエストアワー 阿澄佳奈のキミまち!）（2017年 - ，文化放送、超!A&G+）
  - KimiMachi!町內會（2017年 - ，Niconico直播）

### 廣播劇CD
- 水瓶戰記7周年記念廣播劇CD（嚴島美晴）
- 我的老爸是阿宅關連（幸村 叶/幸村 望）
  - 廣播劇CD「おたくの娘さん」第1巻（グッズトレイン、2008年6月27日）
  - 廣播劇CD「おたくの娘さん」第2巻（グッズトレイン、2008年9月26日）
- 寄生彼女砂奈（櫛名田觀琴）
- 魔法少女奈叶 The MOVIE 2nd A's 廣播劇CD Side-T（阿斯提翁）
- 魔法少女奈叶 The MOVIE 2nd A's 廣播劇CD Side-Y（艾希丝·伊古雷特）
- 魔法少女奈叶INNOCENT Sound Stage（尤莉·艾贝尔梵茵）
- 魔法少女奈叶Reflection 廣播劇CD（香缇·阿匹尼奥、阿斯提翁）
- 彈珠汽水瓶裡的千歲同學廣播劇CD 「彈珠汽水瓶裡的千歲同學-國王與生日」（柊夕湖）

### 同人系列作品
2009年
- 東方奇鬥劇3（ナズーリン）

## 外部連結
- （日語）阿澄佳奈的X（前Twitter）

事務所介紹頁
- 阿澄佳奈 （页面存档备份，存于）81 Produce的官方網頁
- Voice & Heart （页面存档备份，存于）

個人部落格（名為阿澄日和）
- 新帳號 （页面存档备份，存于）
- 舊帳號